# Мічені речовини
Мічені речовини (об'єкти) (рос. меченые вещества (объекты); англ. traced substances (objects); нім. Tracer-Substanzen f pl — речовини (об'єкти), що відрізняються від таких самих речовин (об'єктів) міткою (радіоактивністю, масою, барвою тощо).
Застосовують, наприклад, для визначення місця гідророзриву пласта у свердловині.
Мічені атоми — Див. ізотопні індикатори, Метод радіоактивних індикаторів, Метод радіоактичних ізотопів (у нафтовидобуванні).